# الاتحاد لتقدم غينيا
الاتحاد لتقدم غينيا (بالفرنسية: Union pour le Progrès de la Guinée)‏ هو حزب سياسي معارض في غينيا. في الانتخابات البرلمانية التي أجريت في 30 يونيو 2002، فاز الحزب بنسبة 4.1 ٪ من الأصوات الشعبية و3 مقاعد من أصل 114 مقعدًا. 
تولى جان ماري دوريه قيادة الحزب لسنوات، وترشح لمنصب الرئيس دون جدوى في عامي 1993 و1998.  وشغل منصبًا واحدًا في حكومة رئيس الوزراء أحمد تيديان سواري، التي تم تعيينها في 19 حزيران (يونيو) 2008. 